# 44570 Yuribeletsky
44570 Yuribeletsky è un asteroide della fascia principale. Scoperto nel 1999, presenta un'orbita caratterizzata da un semiasse maggiore pari a 2,6976213 au e da un'eccentricità di 0,1414977, inclinata di 12,72877° rispetto all'eclittica.